# عنبران عليا
عنبران عليا هي قرية في مقاطعة نمين، إيران. يقدر عدد سكانها بـ 933 نسمة بحسب إحصاء 2016.